# 泰勒·埃利斯-沃森
泰勒·华盛顿（英語：Taylor Washington，娘家姓埃利斯-沃森（Ellis-Watson），1993年5月6日—）是一名美国女子田径运动员，主攻400米项目。她曾代表美国队参加2016年里约奥运，结果在女子4×400米接力项目上夺得冠军。